# Eduard von Woyna
Eduard von Woyna (Vienna, 13 marzo 1795 – Bruxelles, 1º gennaio 1850) è stato un militare, diplomatico e nobile austriaco.

## Biografia

### La famiglia
Eduard von Woyna era membro di un'antica nobile famiglia di origini polacche. Era il figlio minore di Franz Xaver (1750-1813), ufficiale dell'esercito polacco che raggiunse il grado di tenente generale e fu vicedirettore del corpo dei cadetti di Varsavia, nonché vicecancelliere del tribunale della Galizia, regione dipendente dal governo di Vienna. Sua madre era la contessa Maria Theresa Czaplików (1768–1835), e i suoi fratelli erano Felix (1788-1857) che divenne feldmaresciallo, Moritz (1788-?) che fu colonnello del 4º reggimento ulani e Sophie (1790-?) che fu dama d compagnia dell'arciduchessa Maria Elisabetta, moglie dell'arciduca Ranieri. L'imperatore Francesco II elevò la famiglia al rango di conte nel 1800.

### La carriera
Von Woyna entrò molto giovane al servizio dell'esercito imperiale austriaco e, dopo la campagna del 1812 che combatté sotto il comando del principe Schwarzenberg, fu voluto dal principe nel suo quartier generale. Sino al 1815 il principe lo impiegò prevalentemente per la sua corrispondenza in lingua straniera. Nella campagna del 1814, col grado di rittermeister, venne inquadrato nel 4º reggimento ulani ed ebbe modo di distinguersi venendo premiato con la croce di IV classe dell'Ordine russo di San Vladimiro.
Nel 1817 decise di abbandonare l'esercito e passò alla carriera diplomatica, e fu assegnato all'ambasciata del conte Karl Ludwig von Ficquelmont come attaché. Quando quest'ultimo venne nominato ambasciatore a San Pietroburgo, von Woyna, che era ancora molto giovane, lo seguì come chargée d'affaires. Divenne poi ambasciatore imperiale presso la corte reale svedese a Stoccolma, dal 26 maggio 1820 al 1840. In quella posizione fu decorato il 6 ottobre 1822 con la croce di cavaliere di I classe dell'Ordine della Spada e nel luglio del 1827 venne promosso al grado militare di maggiore ed inquadrato nel 1º reggimento ulani "principe di Sassonia-Coburgo-Gotha". Nel lungo periodo che trascorse in Svezia seppe guadagnarsi il rispetto del popolo e della società svedese. Nel luglio del 1831 venne avanzato al grado di tenente colonnello e nel 1833 ottenne il grado di colonnello dell'8º reggimento ussari. Nel 1837 divenne commendatore dell'Ordine della Spada ed il 1º maggio 1844 l'imperatore gli concesse anche la commenda dell'Ordine reale di Santo Stefano d'Ungheria.
Nel 1840 il conte di Ficquelmont fu richiamato dal suo incarico diplomatico a San Pietroburgo, quando la grave malattia del principe Metternich fece nascere l'idea di un sostituto alla guida del ministero degli affari esteri austriaci. Allora von Woyna, che era stato promosso al grado di maggiore generale l'8 maggio 1840, prese il suo posto come "ambasciatore eletto" a San Pietroburgo. Rapidamente seppe guadagnarsi la fiducia dello zar Nicola I di Russia e della famiglia imperiale, in particolare del granduca Michail, fratello dello zar. Nulla avrebbe ostacolato la successiva nomina ad ambasciatore se il clima non avesse danneggiato la sua fragile salute e fosse quindi stato costretto a tornare in Svezia. Per la sua collaborazione con il governo russo venne insignito della I classe con diamanti dell'Ordine di Sant'Anna.
Dal 30 novembre 1844 venne destinato come ambasciatore in Belgio. In riconoscimento dei servizi resi, l'imperatore Ferdinando I lo nominò feldmaresciallo luogotenente il 18 gennaio 1848.
Von Woyna fu anche un valente linguista, parlando correntemente polacco, tedesco, francese, inglese e italiano, ed imparando sul campo lo svedese. Negli anni delle sue missioni diplomatiche, in Svezia conobbe Berzelius mentre frequentò Horace Vernet a San Pietroburgo.
Von Woyna morì a Bruxelles dopo una lunga malattia nel 1850, all'età di 54 anni.